# Galeria na Czystej

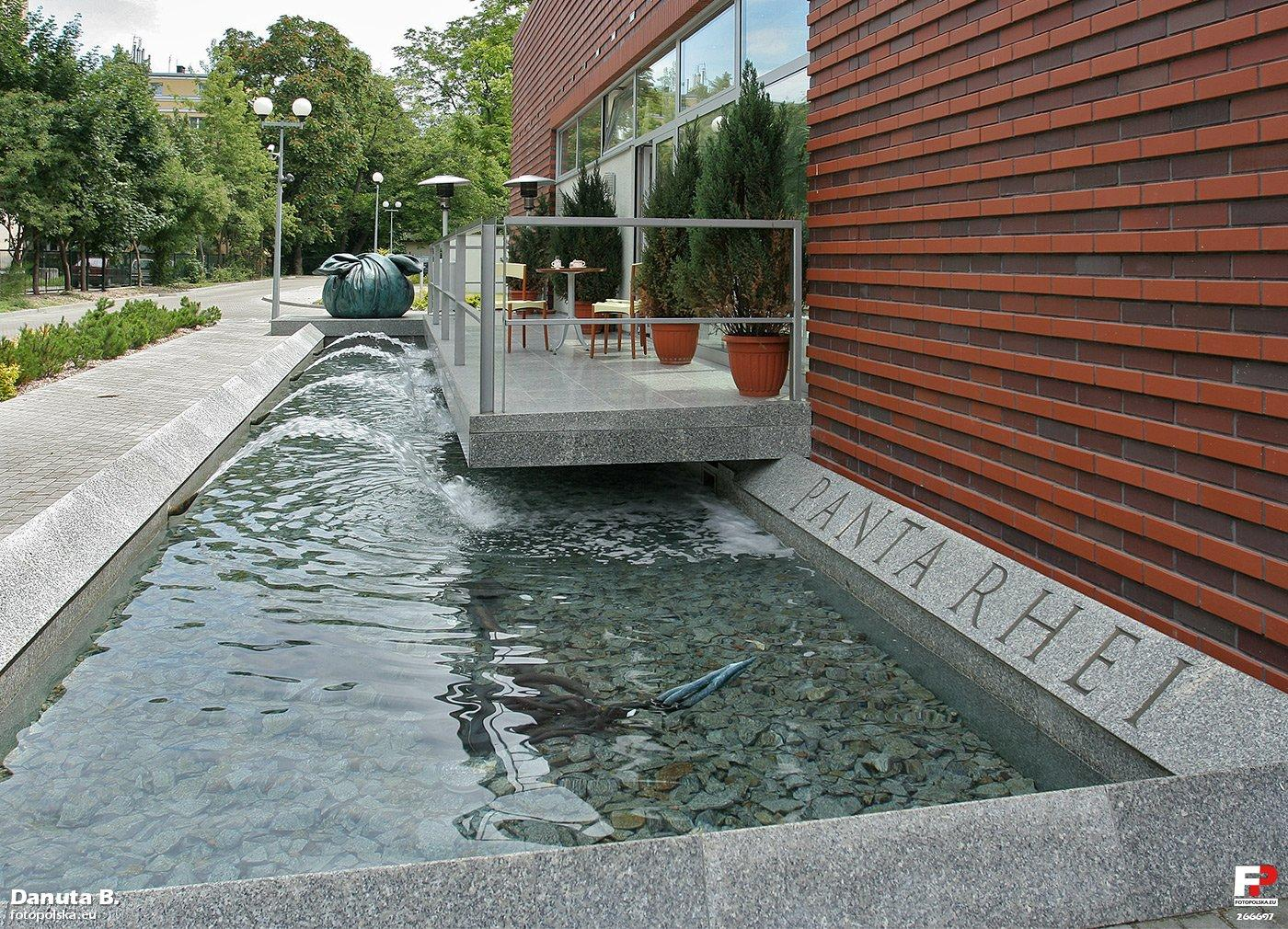
Galeria na Czystej i Fontanna Pamięci

Galeria na Czystej był to dom handlowy przy ulicy Czystej 4 we Wrocławiu. Zbudowany w 2004, rozebrany w 2022.. W 2005 budynek wygrał miejski konkurs "Piękny Wrocław". W latach 2013–2015 odbywał się tu festiwal 304 Avenue Fashion & Lifestyle,.
Na działce powstanie budynek mieszkalny, w którym zostanie wykorzystana część odzyskanych materiałów. 
Trwa ustalanie nowej lokalizacji Fontanny Pamięci.

## Zewnętrzne linki
- fotopolska.eu